# بيل هينمان
بيل هينمان (بالإنجليزية: Bill Hinman)‏ هو لاعب كرة قدم أسترالية ومحامي أسترالي، ولد في 1 يوليو 1892 في لاونسستون في أستراليا، وتوفي في 15 يونيو 1964 في هوبارت في أستراليا.

## وصلات خارجية
- بيل هينمان على موقع AustralianFootball.com (الإنجليزية)
- بيل هينمان على موقع AFLtables.com (الإنجليزية)